# Monastère Saint-Onuphre de Lvov
Le monastère de st-Onuphre  est un monastère d'hommes de la ville de Lviv en Ukraine. 
Il y a été fondé au XVe siècle et appartient à l'Église grecque-catholique ukrainienne et est dédié à Onuphre l'Anachorète. Fermé pendant l'ère soviétique, il devint alors un musée lié à l'imprimeur Fiodorov. Il fut rendu au culte avec la chute de l'Union soviétique.

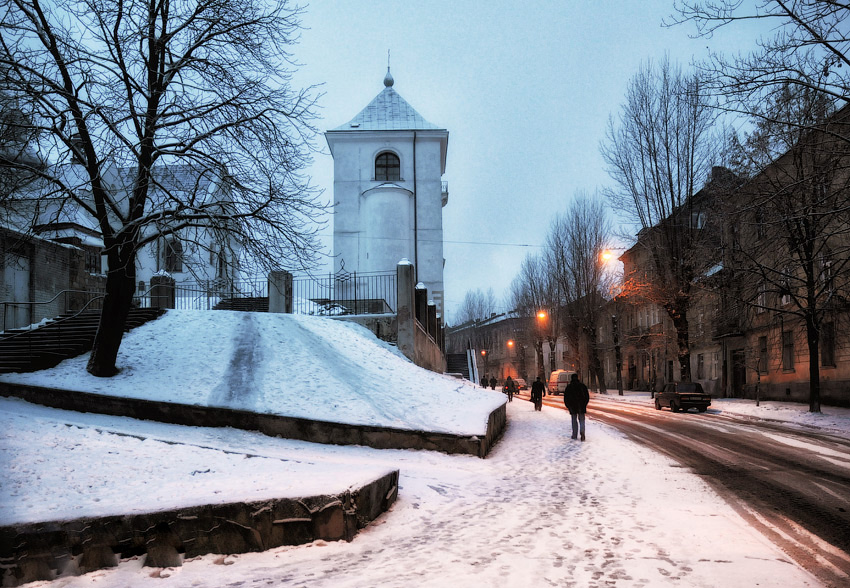
Le clocher classé[2],
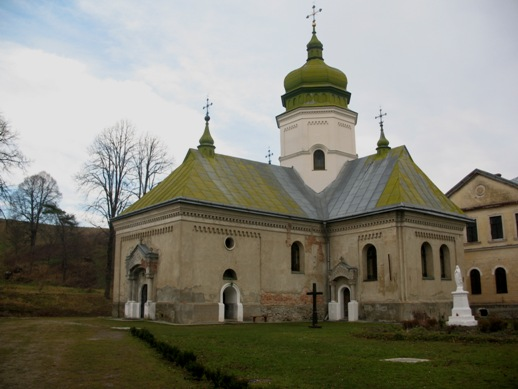
L'église,
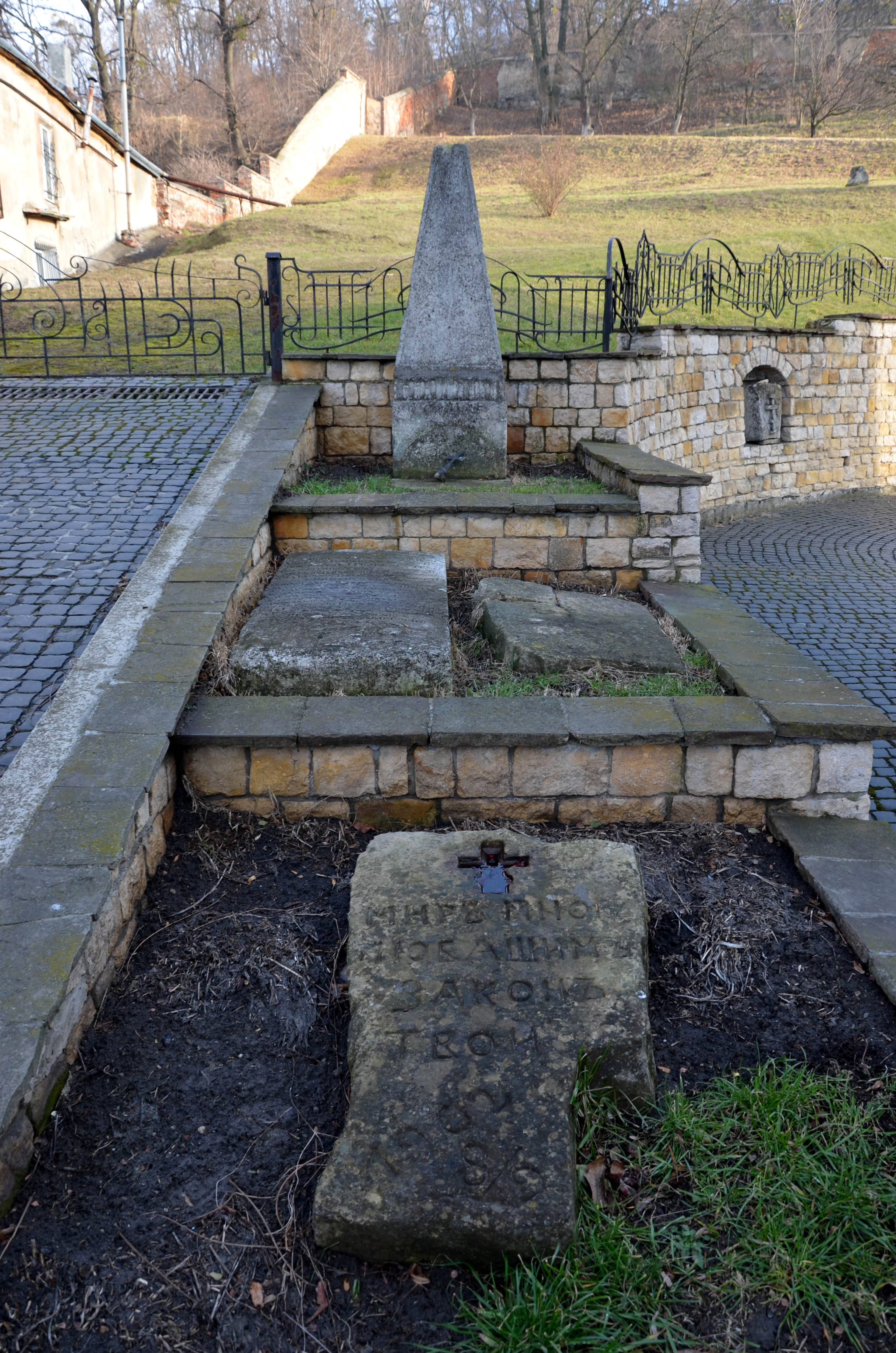
tombe d'Ivan Feodorov, classé[3],
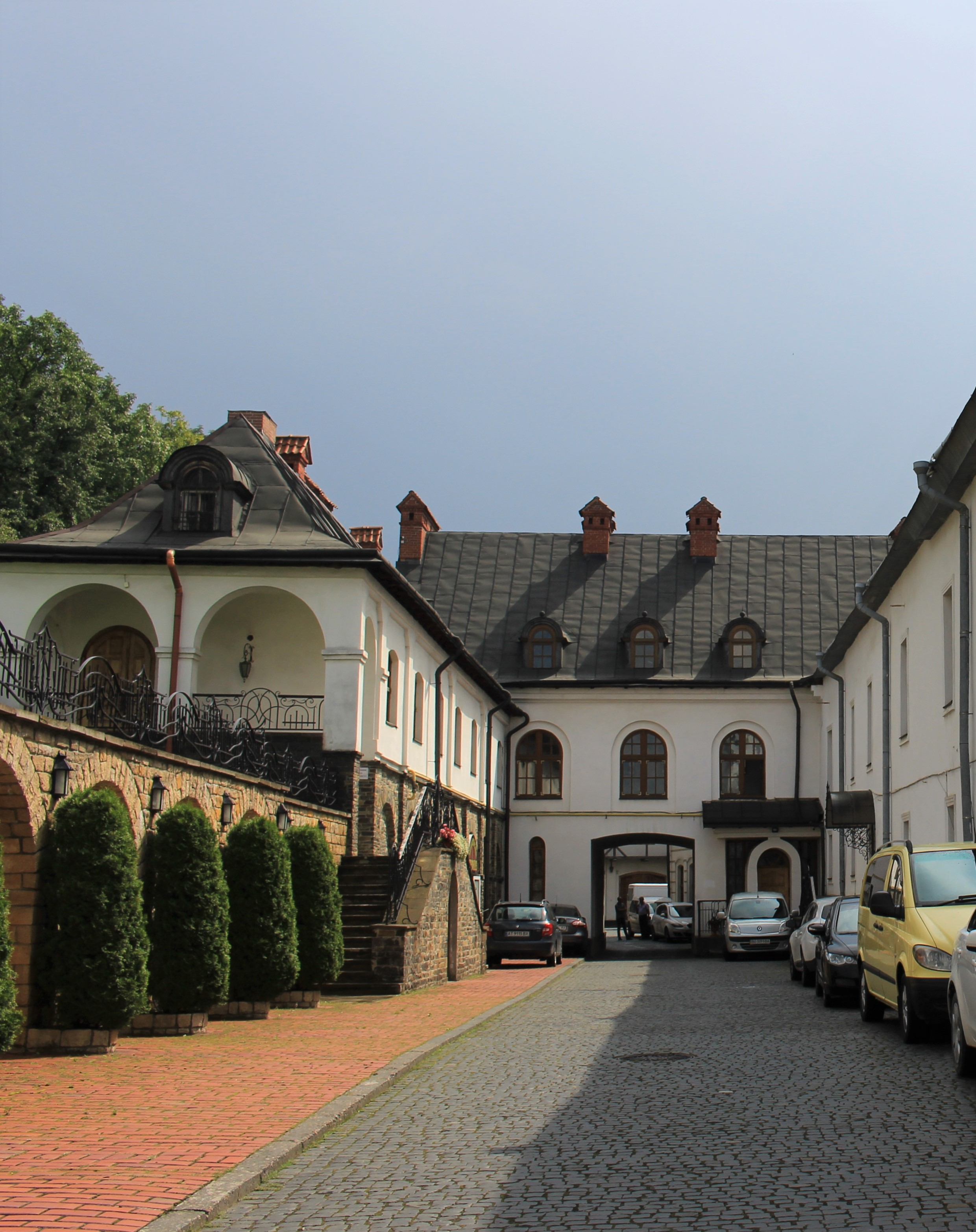
cellules des moines, classé
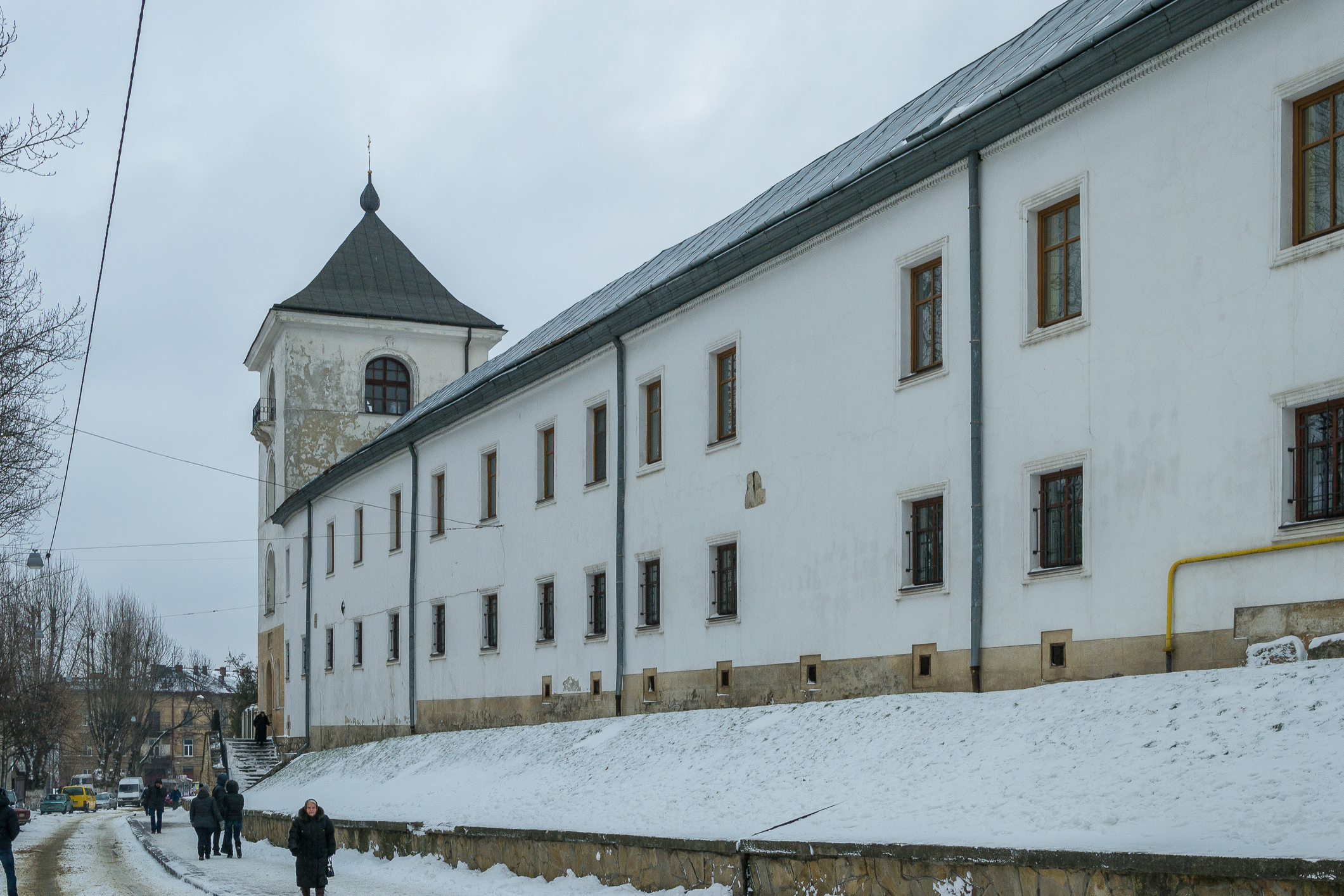
l'hôpital, classé
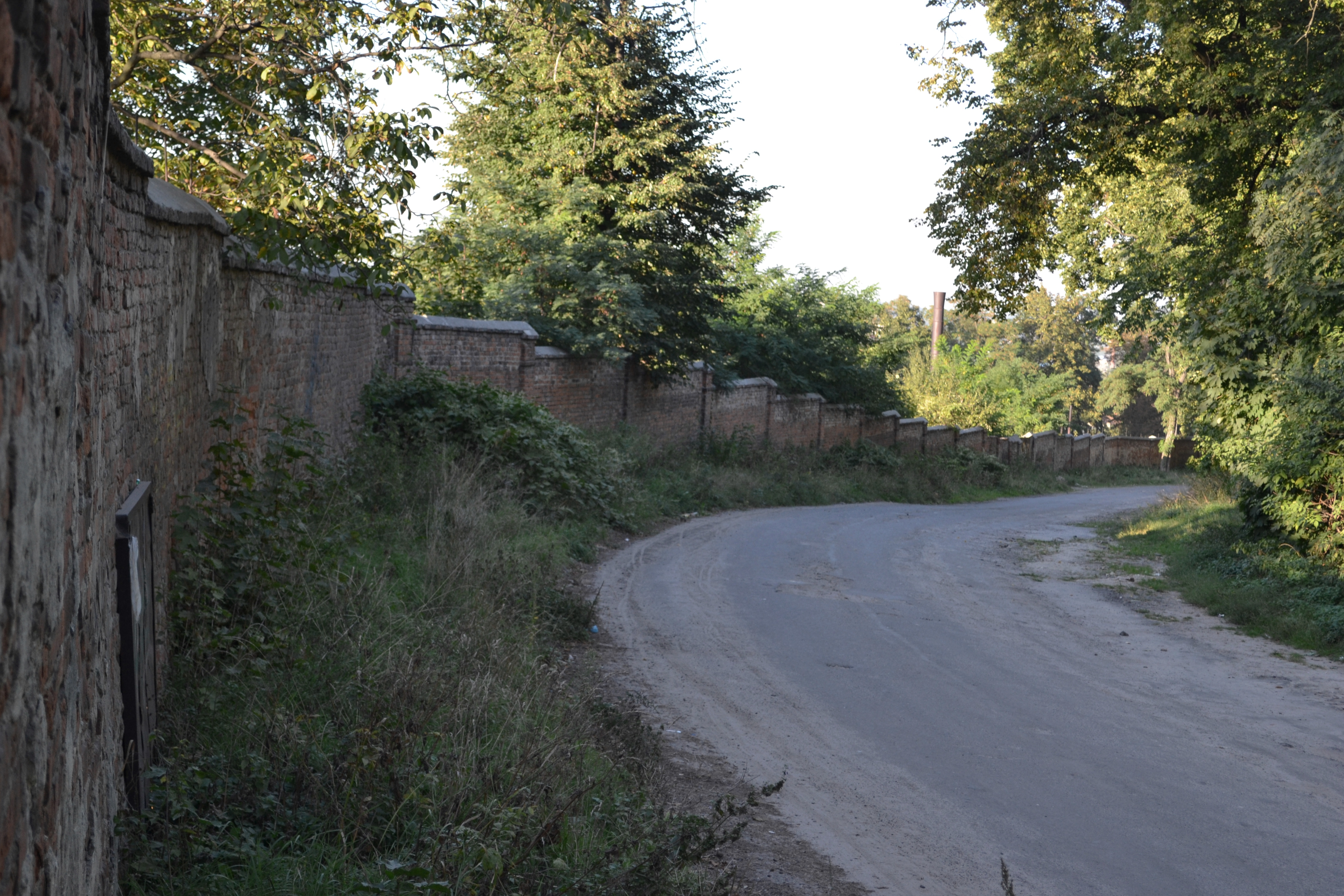
le mur d’enceinte classé[6].

## L'église st-Onuphre
Une église en bois est cité au XIIIe siècle pendant le règne de Léon Ier de Galicie. Elle fut remplacée par une construction en pierres entre 1550 et 1585. Endommagée par les Turcs en 1672

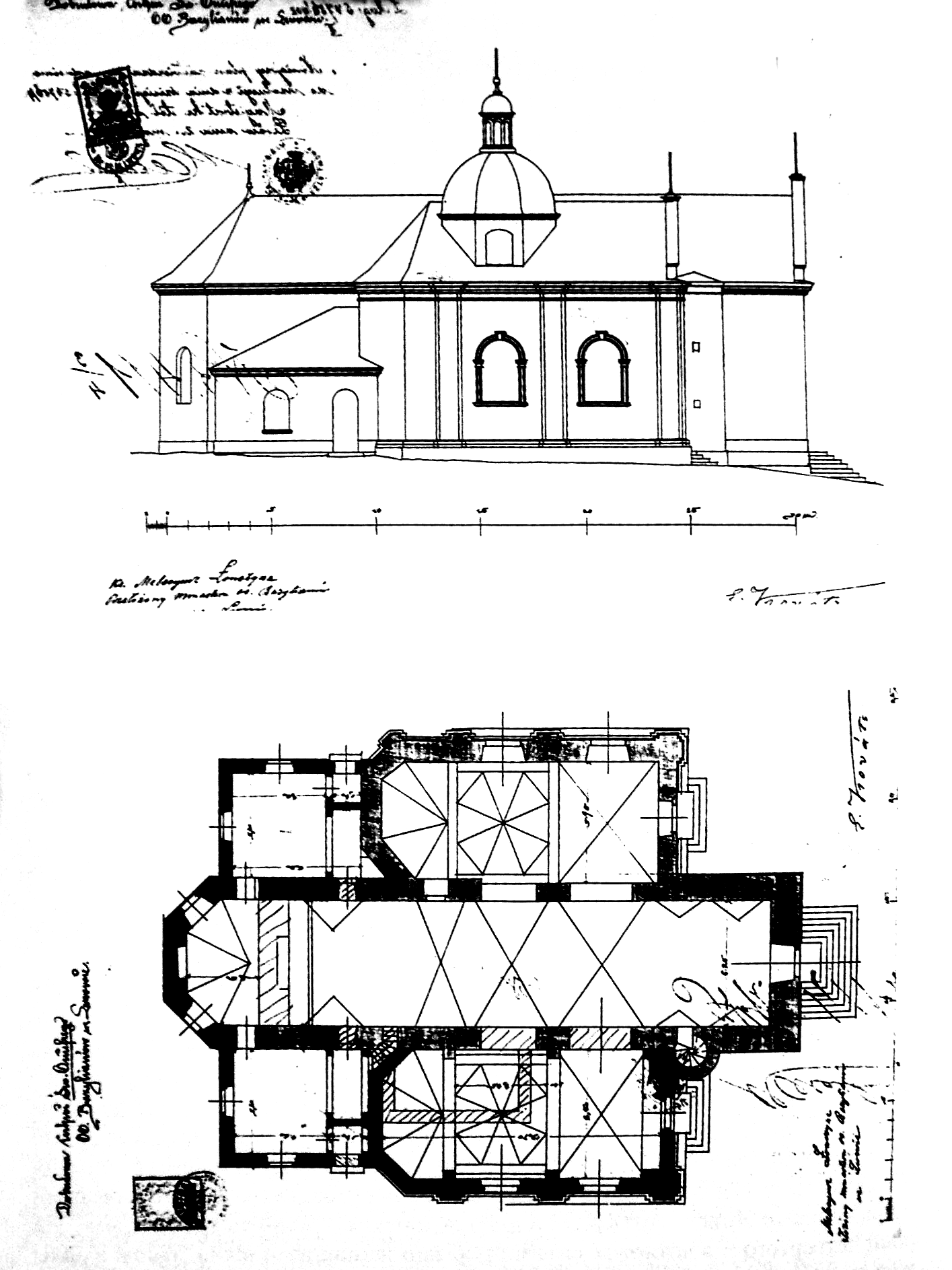
Son plan,
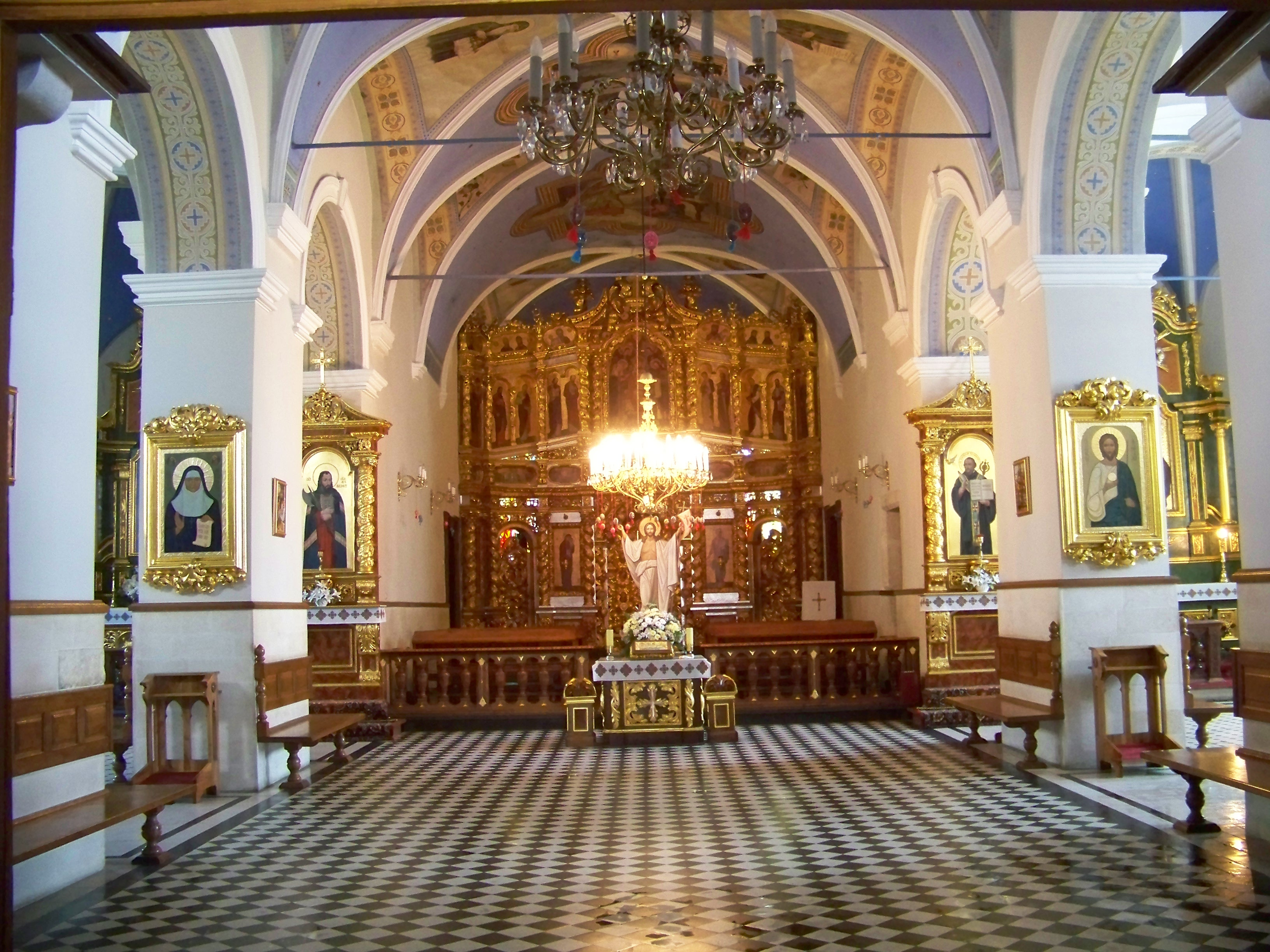
la nef classée[7],
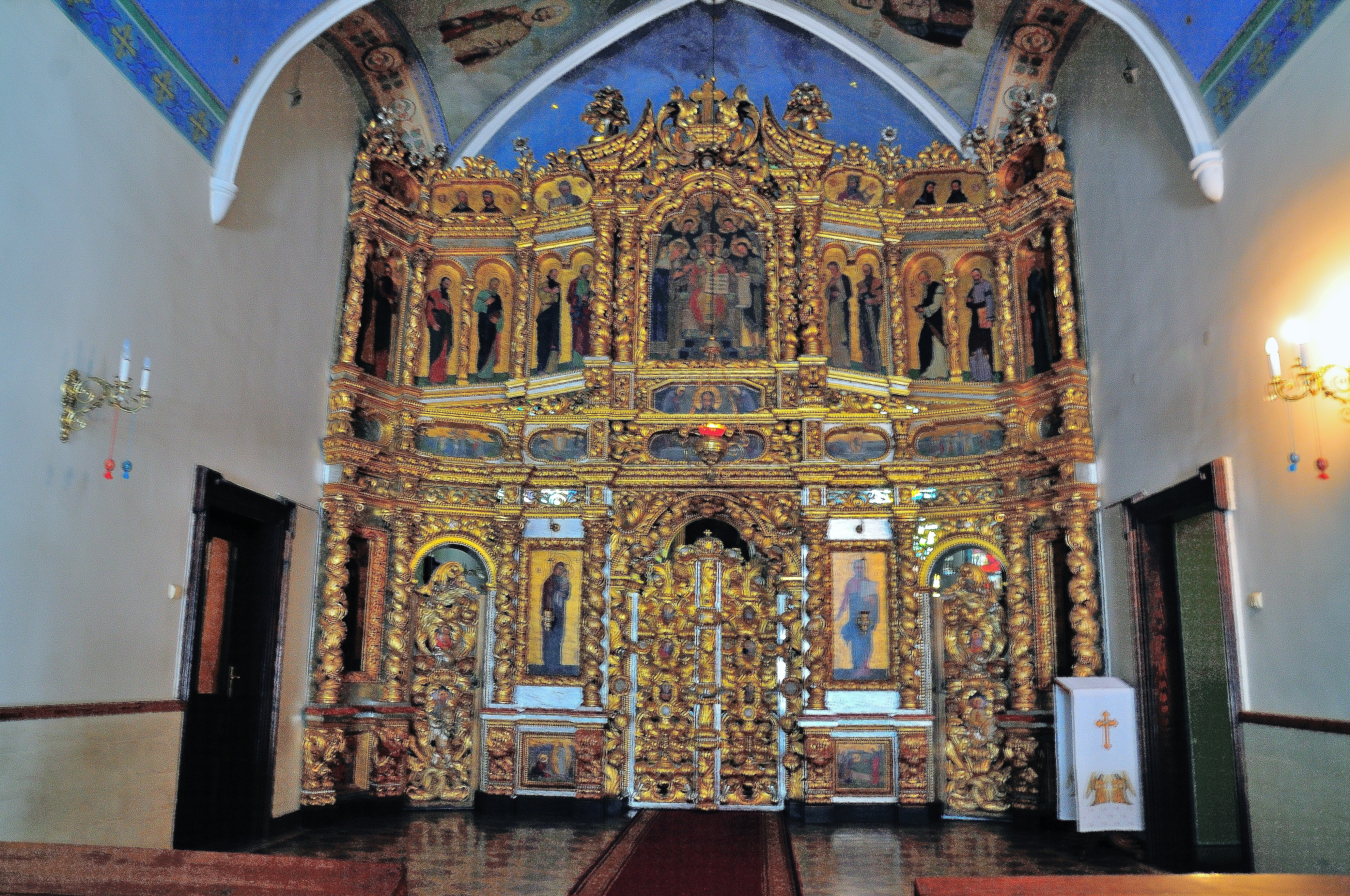
son iconostase.
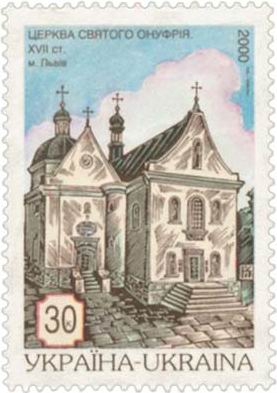
En 2000 sur un timbre.

## Personnalités liées
- Ștefan VII Tomșa y repose.